# Golbey
Golbey és un municipi francès, situat al departament dels Vosges i a la regió del Gran Est. L'any 2007 tenia 8.220 habitants.

## Demografia

### Població
El 2007 la població de fet de Golbey era de 8.220 persones. Hi havia 3.538 famílies, de les quals 1.342 eren unipersonals (474 homes vivint sols i 868 dones vivint soles), 997 parelles sense fills, 837 parelles amb fills i 362 famílies monoparentals amb fills.
La població ha evolucionat segons el següent gràfic:
Habitants censats

### Habitatges
El 2007 hi havia 3.752 habitatges, 3.603 eren l'habitatge principal de la família, 11 eren segones residències i 138 estaven desocupats. 1.697 eren cases i 2.005 eren apartaments. Dels 3.603 habitatges principals, 1.497 estaven ocupats pels seus propietaris, 2.063 estaven llogats i ocupats pels llogaters i 43 estaven cedits a títol gratuït; 45 tenien una cambra, 389 en tenien dues, 953 en tenien tres, 952 en tenien quatre i 1.264 en tenien cinc o més. 2.295 habitatges disposaven pel capbaix d'una plaça de pàrquing. A 1.987 habitatges hi havia un automòbil i a 922 n'hi havia dos o més.

### Piràmide de població
La piràmide de població per edats i sexe el 2009 era:
| Homes | Edats   | Dones |
| ----- | ------- | ----- |
| 0     | 95 o +  | 20    |
| 20    | 90 a 94 | 56    |
| 36    | 85 a 89 | 124   |
| 40    | 80 a 84 | 116   |
| 144   | 75 a 79 | 188   |
| 116   | 70 a 74 | 164   |
| 156   | 65 a 69 | 172   |
| 156   | 60 a 64 | 248   |
| 176   | 55 a 59 | 212   |
| 224   | 50 a 54 | 228   |
| 312   | 45 a 49 | 300   |
| 264   | 40 a 44 | 296   |
| 292   | 35 a 39 | 264   |
| 296   | 30 a 34 | 324   |
| 316   | 25 a 29 | 256   |
| 304   | 20 a 24 | 188   |
| 332   | 15 a 19 | 204   |
| 248   | 10 a 14 | 244   |
| 224   | 5 a 9   | 244   |
| 184   | 0 a 4   | 224   |

## Economia
El 2007 la població en edat de treballar era de 5.288 persones, 3.944 eren actives i 1.344 eren inactives. De les 3.944 persones actives 3.430 estaven ocupades (1.861 homes i 1.569 dones) i 513 estaven aturades (233 homes i 280 dones). De les 1.344 persones inactives 437 estaven jubilades, 447 estaven estudiant i 460 estaven classificades com a «altres inactius».

### Ingressos
El 2009 a Golbey hi havia 3.707 unitats fiscals que integraven 8.028 persones, la mediana anual d'ingressos fiscals per persona era de 16.603 €.

### Activitats econòmiques
Dels 428 establiments que hi havia el 2007, 9 eren d'empreses extractives, 10 d'empreses alimentàries, 2 d'empreses de coc i refinatge, 4 d'empreses de fabricació de material elèctric, 15 d'empreses de fabricació d'altres productes industrials, 62 d'empreses de construcció, 108 d'empreses de comerç i reparació d'automòbils, 21 d'empreses de transport, 26 d'empreses d'hostatgeria i restauració, 4 d'empreses d'informació i comunicació, 28 d'empreses financeres, 16 d'empreses immobiliàries, 68 d'empreses de serveis, 27 d'entitats de l'administració pública i 28 d'empreses classificades com a «altres activitats de serveis».
Dels 122 establiments de servei als particulars que hi havia el 2009, 1 era una oficina de correu, 6 oficines bancàries, 8 tallers de reparació d'automòbils i de material agrícola, 3 tallers d'inspecció tècnica de vehicles, 2 establiments de lloguer de cotxes, 1 autoescola, 10 paletes, 8 guixaires pintors, 11 fusteries, 17 lampisteries, 5 electricistes, 5 empreses de construcció, 15 perruqueries, 4 veterinaris, 7 agències de treball temporal, 14 restaurants, 4 agències immobiliàries i 1 saló de bellesa.
Dels 35 establiments comercials que hi havia el 2009, 1 era, 3 supermercats, 1 un supermercat, 1 una botiga de més de 120 m², 8 fleques, 3 carnisseries, 1 una carnisseria, 1 una peixateria, 3 botigues de roba, 3 botigues d'equipament de la llar, 2 sabateries, 3 botigues d'electrodomèstics, 2 botigues de mobles, 1 una botiga de material esportiu i 2 floristeries.
L'any 2000 a Golbey hi havia 5 explotacions agrícoles.

## Equipaments sanitaris i escolars
El 2009 hi havia 2 hospitals de tractaments de mitja durada (seguiment i rehabilitació), 1 un hospital de tractaments de llarga durada, 1 psiquiàtric, 4 farmàcies i 1 ambulància.
El 2009 hi havia 4 escoles maternals i 3 escoles elementals. Golbey disposava d'un col·legi d'educació secundària amb 721 alumnes.

## Poblacions més properes
El següent diagrama mostra les poblacions més properes.